# Kybos ziona
Kybos ziona är en insektsart som först beskrevs av Delong och Davidson 1936.  Kybos ziona ingår i släktet Kybos och familjen dvärgstritar. Inga underarter finns listade i Catalogue of Life.